# 이관표
이관표(1994년 9월 7일 ~ )는 대한민국의 축구 선수로 현재 K4리그의 평창 유나이티드에서 미드필더로 활약하고 있다.

## 클럽 경력

### 수원 FC
2015 시즌을 앞두고 K리그1의 제주 유나이티드에 입단했으나 시즌 시작과 함께 K리그2의 수원 FC로 임대 이적 후 2015 시즌에만 23경기 2골 3어시스트를 기록하면서 수원 FC의 창단 첫 K리그1 승격에 이바지했다.

### 경남 FC
2016 시즌을 앞두고 경남 FC로 트레이드된 이후 충주 험멜과의 2016년 K리그2 4라운드에서 교체 투입 직후 결승골을 터뜨리며 팀 승리에 기여한 것은 물론 2017년 K리그2에서는 생애 첫 리그 우승을 경험했다.

### 김해시청
2017 시즌 종료 후 당시 내셔널리그의 김해시청으로 이적하여 2017 시즌동안 리그 5경기 출장에 그쳤으나 경주 한국수력원자력과의 2018년 내셔널리그 28라운드 최종전에서 멀티골을 터뜨리며 팀의 3-1 완승과 리그 챔피언십 준우승을 도왔다.

### 대전 코레일
2019 시즌을 앞두고 같은 내셔널리그 소속팀이던 대전 코레일로 이적하여 리그 22경기 7골로 팀내 최다 득점자(리그 득점 공동 5위)에 오르는 맹활약을 펼쳤고 이 뿐 아니라 K리그1의 울산 현대와의 2019년 FA컵 32강전과 강원 FC와의 8강전에서 득점을 기록하며 대전 코레일 역사상 첫 FA컵 결승 진출 및 준우승의 쾌거를 이끌었다.
그리고 K3리그가 새로이 출범한 2020 시즌에서도 리그를 포함해 공식전 17경기 7골 2어시스트를 기록하는 기염을 토하며 K3리그 출범 이후 리그 최고 성적(16팀 중 7위)에 기여하는 등 2022 시즌까지 대전 코레일의 핵심 미드필더로 맹활약했다.

## 수상

### 클럽
수원 FC
- K리그2 : 준우승 (2015)

경남 FC
- K리그2 : 우승 (2017)

김해시청
- 내셔널리그 : 준우승 (2018)

대전 코레일
- 코리아컵 : 준우승 (2019)